# Манн, Ортруд
Ортруд Манн (швед. Ortrud Mann, урождённая Окерберг, швед. Åkerberg; 31 мая 1917, Эрлёв, лен Мальмёхус, Швеция — 30 декабря 2006, Мальмё) — первая шведская женщина-дирижёр. Дочь кантора городской церкви, сестра пианиста Стаффана Окерберга и певицы Юдит Фритьоф.
Училась в Стокгольмской музыкальной академии, окончив курс как органистка, музыковед и хормейстер. В 1944 г. дебютировала как дирижёр в Мальмё, с оркестром Ипподром-театра. В дальнейшем совершенствовала дирижёрское мастерство под руководством Тора Манна и в 1950 г. стала его женой. До 1974 г. дирижировала, главным образом, опереттами и мюзиклами в стокгольмском Оскарстеатре.